# Chiesa di Santo Stefano (Valeriano)
La chiesa di Santo Stefano è un edificio religioso di Valeriano, in comune di Pinzano al Tagliamento, provincia di Pordenone e diocesi di Concordia-Pordenone.

## Storia
La pieve di Valeriano, dedicata a santo Stefano, deriva dall'antica pieve di San Pietro a Travesio. Viene menzionata in una bolla papale per la prima volta nel 1186, ma aveva sede in un luogo di culto andato distrutto, di cui non si sa nulla se non che probabilmente si trovava nello stesso luogo dell'edificio attuale. Quest'ultimo risale al 1492, come si può constatare da due iscrizioni: una apposta sulla destra del portale d'ingresso, l'altra sull'architrave del portale stesso. Originariamente la competenza della pieve era estesa circa tanto quanto l'odierno territorio comunale, avendo come filiali le chiese di San Martino in Pinzano e San Biagio in Manazzons.

## Descrizione
La facciata appare semplice e sobria, composta in parte dagli originali blocchi di pietra, in parte da muratura intonacata. Gli unici elementi decorativi sono il portale principale in pietra ed un oculo in mattoni. L'edificio, in stile romanico con evidenti influssi gotici, si sviluppa internamente in un'unica navata a botte a tutto sesto, con un'altezza massima di 7,92 metri dal pavimento. L'abside è poligonale, a tre lati, ed al suo interno trova posto un pregevole coro ligneo a diciannove stalli, con decorazioni intarsiate a motivi geometrici. Tra le opere d'arte spicca anche qui un'opera del Pordenone: il grande trittico raffigurante San Valeriano, San Michele arcangelo e Giovanni Battista, fortunatamente risparmiato dal terremoto del 1976. L'opera è firmata e datata 1506, pertanto è stata a lungo considerata la prima opera certa dell'artista. Sulla parete opposta si trova invece una Trinità realizzata da Marco Tiussi nel 1535, mentre l'altare maggiore è del 1757. La chiesa venne pesantemente danneggiata dal terremoto, il campanile addirittura crollò per buona parte della sua altezza. Entrambi necessitarono di lunghi e pesanti lavori di ristrutturazione per tornare a svolgere la loro funzione, e finalmente il 22 dicembre 1985 l'edificio di culto venne nuovamente consacrato dal parroco Don Enrico Todesco. La chiesa non è normalmente aperta al pubblico al di fuori delle celebrazioni religiose.